# HTC Explorer
HTC Explorer (разрабатывался как Pico; также известен под названием A310e) — бюджетный коммуникатор от компании HTC.

## Аппаратное обеспечение
Имеет 3.2-дюймовый TFT-экран с разрешением 480х320 пикселей.
Процессор — одноядерный ARMv7 Qualcomm Snapdragon MSM7225A(S1) с возможностью использовать технологии GSM (GPRS, EDGE), W-CDMA/UMTS (HSDPA, HSUPA), MBMS и имеет частоту 600 МГц.
Видео подсистема представлена Adreno 200 (AMD Z430) с расширенным набором инструкций и поддержкой OpenGL ES 2.0, OpenGL ES 1.1, OpenVG 1.1, EGL 1.3, Direct3D Mobile, SVGT 1.2 and DirectDraw.
Оснащен G-сенсором, датчиком освещенности, датчиком приближения, FM-радио и слотом для microSD/microSDHC карт памяти.

## Программное обеспечение
Операционная система — Android 2.3.5 Gingerbread с фирменной оболочкой HTC Sense 3.5a.
Имеет сертификат "Ростест", русифицированное меню, интерфейс и "Руководство пользователя".